# Авджи, Керим
Керим Авджи (тур. Kerim Avcı; род. 16 декабря 1989, Дортмунд, Северный Рейн-Вестфалия) — турецкий футболист, полузащитник клуба «Ыгдыр».

## Клубная карьера
Родившийся в Германии Керим Авджи занимался футболом в ряде немецких клубов. Он играл за «Рот-Вайсс» из Эссена в немецкой региональной лиге. Летом 2013 года полузащитник перешёл в турецкий «Кайсери Эрджиесспор». 2 ноября того же года Керим Авджи дебютировал в турецкой Суперлиге, выйдя на замену в домашнем матче с «Касымпашой».
Вторую половину сезона 2014/2015 футболист на правах аренды провёл за команду первой лиги «Алтынорду». В конце августа 2015 года Авджи перешёл в другой клуб той же лиги «Балыкесирспор», а спустя год — в «Сивасспор», с которым по итогам сезона 2016/2017 вышел в Суперлигу. Сезон 2017/2018 он вновь провёл за «Алтынорду» в первой лиге, при этом забив 16 голов в чемпионате. В середине июля 2018 года Авджи перешёл в «Эскишехирспор», но уже в то же летнее трансферное окно стал футболистом «Газиантепа», с которым по итогам сезона 2018/2019 добился выход в элиту турецкого футбола.